# Parcul Crâng
Parcul Crâng este cel mai mare și mai important parc din orașul Buzău. Parcul a fost amenajat în a doua jumătate a secolului al XIX-lea, într-o pădure de la marginea Buzăului, aflată inițial în proprietatea Episcopiei Buzăului, și care a intrat treptat în posesia municipalității. În Crâng se află un monument dedicat istoriei Buzăului, un restaurant a cărui clădire este construită într-un stil specific zonei Chiojdu, un lac, locuri de joacă și un colț al șahiștilor.

## Localizare
Parcul este situat la marginea vestică a orașului și ocupă o suprafață de aproximativ 10 hectare. Această suprafață reprezintă o parte dintr-o pădure de 189 ha, numită pădurea Crâng, un rest din Codrii Vlăsiei. Pădurea este formată în special din plante foioase, cu puține conifere, și este cunoscută în primul rând pentru stejari și teii bătrâni care o compun. În zona parcului au fost plantate și unele exemplare din specii de copaci provenind din alte regiuni.

## Amenajări
| Imagine indisponibilă                                                    |  | Imagine indisponibilă          |
| Lacul din parcul Crâng. Una din insule este vizibilă în stânga imaginii. |  | Debarcaderul cu hidrobiciclete |

În parc se află un lac denumit Heleșteul (în trecut, Lacul Hoților). Lacul a fost amenajat la construcția parcului, pentru plimbări cu barca. Apa este adusă din râul Buzău printr-un canal care ocolește orașul. Pe lac există trei insule de dimensiuni aproximativ egale, pe una dintre ele fiind legată de mal printr-un pod, celelalte două fiind accesibile doar cu barca.
În 1976, în parc a fost construit un obelisc, pentru aniversarea a 1.600 de ani de la prima atestare documentară a Buzăului.
Printre atracțiile Crângului se numără restaurante, locuri de joacă pentru copii, parc de aventură, un colț al jucătorilor de șah și table, precum și plimbări cu barca pe lac.

## Istoric
Pădurea își are originea în Codrii Vlăsiei, care acopereau mare parte din câmpia Dunării, în estul Munteniei. În Evul Mediu, pădurea purta numele de Frăsinetul și mărginea la vest și sud Buzăul, acoperind o arie ce se întindea de la Scurtești pe râul Buzău în nord-est, până la Maxenu în sud (conținând și actuala pădure Frasinu) și având o ramură nordică la vest de târg. În ultimii ani ai secolului al XV-lea, Radu cel Mare a înființat Episcopia Buzăului, și a dat noii instituții 600 de pogoane din Frăsinet, inclusiv pădurea și parcul actual; pădurea episcopiei a căpătat denumirea de Braniștea. Cum proaspăt înființata episcopie nu a putut stăpâni pădurea, în 1524, episcopul Paisie a cerut intervenția lui Radu de la Afumați, care a reîntărit dreptul de proprietate al Episcopiei: „...să fie volnic Părintele Episcop să-și apere Braniștea și nimenea să nu fie volnic a intra în Braniște de a tăia, pentru că acel om, ce va tăia, Părintele Episcop să fie volnic a-i face dojană și pedeapsă...”
Prima atestare a acestei păduri cu numele de "Crâng" datează de pe 23 octombrie 1568, când Alexandru II Mircea, voievod al Țării Românești a folosit denumirea de crângul târgului într-un act prin care reafirma proprietatea episcopiei Buzăului asupra acelui teren. Apoi, în 1571, același domnitor a trimis poruncă logofătului Radu, ispravnicul Buzăului, să interzică tăierile de tufe din crâng atât târgoveților, cât și clucerilor. O poruncă similară, dată de Constantin Vornicul căpitanului Caloian de la Buzău pe la 1706, a primit din partea târgoveților răspuns, aceștia cerând domnului Constantin Brâncoveanu să permită târgoveților să taie din tufe, deoarece în Braniște se ascundeau tâlhari; domnitorul a permis rărirea (nu defrișarea) crângului.
Prima oară când locuitorii orașului au folosit pădurea ca loc de agrement a fost în 1828. În 1850, o parte din pădure a fost cedată de către episcopie administrației orașului, pentru amenajarea acolo a unei grădini publice, ceea ce s-a și făcut în timpul domniei lui Barbu Știrbei. În 1863, legea secularizării averilor mănăstirești propusă de Alexandru Ioan Cuza a fost apoi adoptată de Parlamentul României. Astfel, pădurea Crâng, posesiune a episcopiei, a fost naționalizată și trecută în administrația guvernului central, orașul păstrând în administrare porțiunea din pădure unde era amenajată grădina publică. Ulterior, însă, primul ministru Ion C. Brătianu a acceptat cererile consiliului local al Buzăului de a primi în proprietate întreaga pădure:
| “ | Bine, vă dau, dar v-o dau ca o podoabă a orașului și vă conjur să o păstrați, să o utilizați în acest scop și să fiți vrednici de sacrificiul ce face statul în folosul comunei | ” |

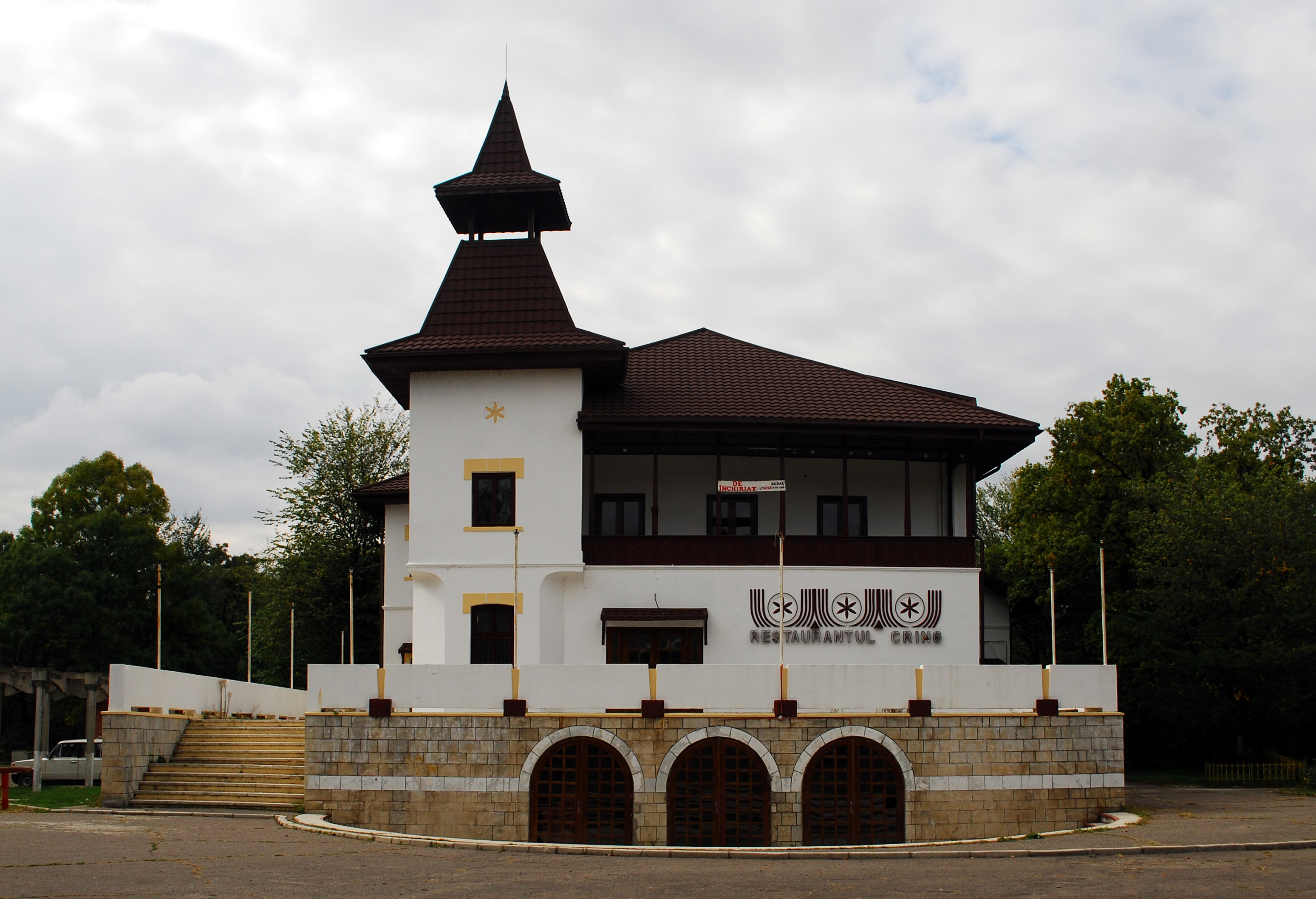
Restaurantul Crâng construit în 1897

După preluarea pădurii de la Ministerul Domeniilor, primăria a trecut la mărirea grădinii publice și la transformarea acesteia într-un parc mare. În anii 1890, au fost aduse trei statui în parc, Leu și porc sălbatic, Leu și căprioară și Călăreț atacat de leu, sculpturi realizate de Clovis-Edmond Masson⁠(d) și turnate în București. În 1897, a fost construit Restaurantul Crâng, într-un stil arhitectural inspirat de casele țărănești din regiunea Chiojdului. În același timp, lângă restaurant a fost amenajat lacul, cu o singură insulă în centru, și cu un pod pe care se putea ajunge pe insulă. De asemenea, a fost pregătit și un foișor pentru ca orchestre să cânte muzică de promenadă. Lângă lac, a fost construit un turn de apă pentru a furniza locuitorilor orașului apă curentă.

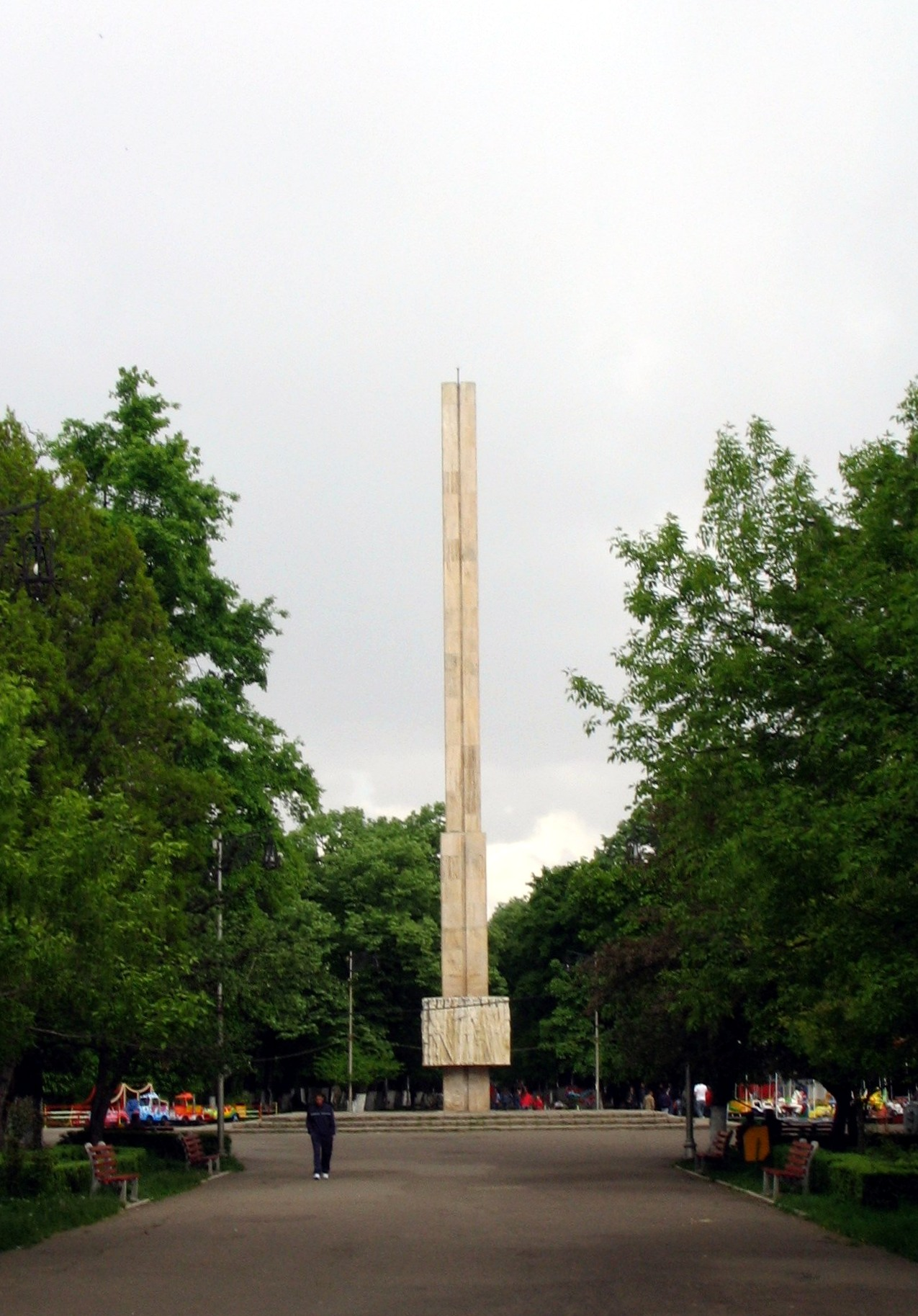
Obeliscul Buzău 1600 inaugurat în 1976

Până în 1898, în timpul mandatelor primarului Nicu Constantinescu, a fost amenajat și Bulevardul Parcului. Bulevardul, astăzi denumit Bulevardul Nicolae Bălcescu, leagă centrul orașului de Crâng. La construcția sa, bulevardul avea cinci benzi de circulație, una centrală pentru trăsuri, două pentru pietoni și cele două exterioare pentru călăreți. Astăzi, bulevardul are două benzi centrale pentru autovehicule și trotuare largi. Duminica, primăria orașului închide circulației partea de bulevard din apropierea parcului, pentru a fi folosit doar de pietoni.
În 1922, a fost construită în parc și o biserică mică, numită Sf. Filofteea.
Parcul avea o suprafata de 30 ha, și era inconjurat de o pădure seculară de stejar pedunculat de 170 ha. Între anii 1933-1937 primarul Stan Săraru inițiază scoaterea arborilor uscați și întinerirea pădurii prin semănături de ghindă și alte specii. Cu această ocazie amenajează terenul sportiv, numit acum  Stadionul Municipal Buzău (Stadionul Crâng), prin construcția unei tribune.
În 1957, lacul a fost extins și i s-au adăugat două noi insule, aflate la est de prima. Insula deja existentă și-a pierdut podul și a rămas izolată. Astăzi, una din insulele noi (cea centrală) este legată de mal printr-un pod metalic.
Obeliscul Buzău 1600, proiectat de sculptorul Gheorghe Coman, a fost inaugurat în 1976, pentru a sărbători 1.600 de ani de la prima atestare documentară a orașului Buzău. Obeliscul are 26,8 metri înălțime și o fundație adâncă de 14 metri.